# Sadio Doumbia (femme politique)
Pour les articles homonymes, voir Doumbia.
Sadio Doumbia Diarra est une femme politique malienne.
Elle est élue députée à l'Assemblée nationale dans le cercle de Kati aux élections législatives maliennes de 2020. L'Assemblée nationale est dissoute le 19 août 2020 après un coup d'État.
Elle meurt le 29 novembre 2020.